# Mike Rutherford
Michael John Cleote Crawford "Mike" Rutherford, född 2 oktober 1950 i Chertsey, Surrey, är en brittisk musiker, känd som en av originalmedlemmarna i den progressiva rockgruppen Genesis. Han spelar där bas och gitarr, med den 12-strängade gitarren som signum, men från och med plattan "Foxtrot" även till stor del bas-fotkeyboard. Efter Steve Hacketts avhopp 1977 spelade han även mer sologitarr. Rutherford har varit med i Genesis under hela bandets livstid, vilket det utöver honom endast är Tony Banks som varit. Därtill har han varit framgångsrik med egna projektet Mike + The Mechanics samt släppt två album som soloartist.

## Diskografi
Soloalbum
- 1980 – Small Creep's Day
- 1982 – Acting Very Strange

Solosinglar
- 1980 – "Moonshine"
- 1980 – "Time and Time Again"
- 1980 – "Working in Line"
- 1982 – "Maxine"
- 1982 – "Halfway There"
- 1982 – "Acting Very Strange"

Album med Mike + The Mechanics
- 1985 – Mike + the Mechanics (1985)
- 1988 – The Living Years
- 1991 – Word of Mouth
- 1995 – Beggar on a Beach of Gold
- 1999 – Mike + the Mechanics (1999)
- 2004 – Rewired
- 2011 – The Road

Album med Genesis
- Se Genesis diskografi